# Rio Salgado (vattendrag i Brasilien, Rio Grande do Norte)
Rio Salgado är ett vattendrag i Brasilien.   Det ligger i delstaten Rio Grande do Norte, i den östra delen av landet, 1 700 km nordost om huvudstaden Brasília.
Trakten runt Rio Salgado består i huvudsak av gräsmarker. Runt Rio Salgado är det ganska glesbefolkat, med 31 invånare per kvadratkilometer.